# Rejectaria talausalis
Rejectaria talausalis là một loài bướm đêm trong họ Noctuidae.